# Шина
Шина или трачница је обликован челични производ, део горњег строја пруге. Постоји више облика, али су најчешћи Т, У и Х (имена су таква због сличности профила са латиничним словима T, U и H).

## Железничке шине
Железничке шине у железничком саобраћају се користе као водиље по којима се крећу железничка возила. У колосеку имају задатак да преузму притиске од точкова возила, да их воде по железничкој прузи и возилима обезбеде што равнију путању. Прве шине су биле направљене од дрвета, а ојачаване су танким металним тракама по врху. Шине су се касније правиле од гвожђа и челика.
Типично, две шине чине колосек на стандардном растојању које су одговарајућим причврсним колосечним прибором повезане са попречно или подужно постављеним праговима. Уздужно, шине су спојене спојницама или заваривањем.
Данашње шине имају профил са широком ножицом, која у попречном пресеку има главу, врат и ножицу или стопу. Прве шине са широком ножицом су се појавиле 1830. године у Америци, као изум Роберта Стивенса, а у Европи се користи од 1885. године и данас је у употреби у свим земљама света.
Шине се израђују од челика кој се добија у високим пећима и који треба да има следеће карактеристике:
- велику чврстоћу
- отпорност на хабање
- да није крт
- да нема особину самозакаљивања
- да се лако вари
- да се може произвести у домаћим челичанама
- да је што нижа цена

## Трамвајске шине
Пошто су трамваји увијек лакши од возова и користе се и у градовима, за њих се чешће примјењује тип шина који има заштиту од искакања са унутрашње горње стране.
- Шине